# Terrence Jennings
Terrence Jennings (n. 28 iulie 1986, Virginia, SUA) este un taekwondist ce a reprezentat Statele Unite ale Americii, medaliat olimpic. A participat la o ediție a Jocurilor Olimpice (2012) în care a câștigat o medalie de bronz.